# Awantura w Przechwałkowie
Awantura w Przechwałkowie – polski krótkometrażowy animowany z 1976 roku w reżyserii Haliny Filek i z jej scenariuszem. Powstał na podstawie wiersza Igora Sikiryckiego. Narratorem jest Wojciech Duryasz. Animację zrealizował Romuald Kłys.
Jest to przypowieść o mieszkańcach Przechwałkowa. Nie mogli oni pogodzić się, kto wykonuje najważniejszą pracę. Ich kłótnie rozbiły jedność w mieście, co doprowadziło do zagrożenia.

## Nagrody
- 1977 - Nagroda za oprawę plastyczną dla Haliny Filek na Festiwalu Filmów dla Dzieci w Poznaniu
- 1977 - Nagroda za animację dla Romualda Kłysa na Festiwalu Filmów dla Dzieci w Poznaniu
- 1977 - III Nagroda "Brązowy Medal" dla H. Filek na Międzynarodowym Forum Filmowym "Człowiek-Praca-Twórczość" w Lublinie
- 1977 - Złoty Medal dla filmu "najpełniej ujmującego problem twórczego wysiłku człowieka" dla H. Filek na Międzynarodowym Forum Filmowym "Człowiek-Praca-Twórczość" w Lublinie